# Uwe-Johnson-Preis
Uwe-Johnson-Preis (pol. Nagroda im. Uwe Johnsona) – nagroda literacka przyznawana przez gazetę codzienną „Nordkurier”, Meklemburskie Towarzystwo Literackie i kancelarię Gentz i Partnerzy w Berlinie. Nagroda wspiera niemieckojęzyczne autorki i autorów.

## Warunki przyznania
Autorzy albo wydawnictwa, starające się o przyznanie nagrody mogą zgłosić opublikowane albo nieopublikowane teksty. Warunkiem przy opublikowanych pracach jest czas publikacji: nie można zgłaszać dzieł ponad dwa lata po publikacji. Początkowo nagroda wynosiła 12.500 euro, w 2014 roku podniesiono kwotę nagrody do 15.000 euro z powodu 30 rocznicy śmierci i 80 rocznicy urodzin i 30 rocznicy śmierci patrona. Od 2005 roku, na zmianę z nagrodą główną, przyznawana jest nagroda finansowa w wysokości 3.000 euro dla debiutujących powieści.

## Komisja
W skład jury wchodzą Michael Hametner, prof. dr Carsten Gansel, René Strien, Raimund Fellinger, dr Sabine Vogel.

## Laureaci nagrody
- 1994: Kurt Drawert(inne języki), „Spiegelland. Ein deutscher Monolog”
- 1995: Walter Kempowski, „Werk Das Echolot(inne języki)”
- 1997: Marcel Beyer, „Flughunde”
- 1999: Gert Neumann(inne języki), „Anschlag”
- 2001: Jürgen Becker(inne języki), „Aus der Geschichte der Trennungen”
- 2003: Norbert Gstrein, „Das Handwerk des Tötens”
- 2005: Arno Orzessek(inne języki), „Schattauers Tochter” (nagroda finansowa)
- 2006: Joochen Laabs(inne języki), „Späte Reise”
- 2007: Emma Braslavsky(inne języki), „Aus dem Sinn” (nagroda finansowa)
- 2008: Uwe Tellkamp, „Der Turm”
- 2009: Thomas Pletzinger(inne języki), „Bestattung eines Hundes” (nagroda finansowa)
- 2010: Christa Wolf, „Stadt der Engel”
- 2011: Judith Zander(inne języki), „Dinge, die wir heute sagten” (nagroda finansowa)
- 2012: Christoph Hein, „Weiskerns Nachlass”
- 2013: Matthias Senkel(inne języki), „Frühe Vogel” (nagroda finansowa)
- 2014: Lutz Seiler, „Kruso”
- 2015: Mirna Funk(inne języki), „Winternähe” (nagroda finansowa)
- 2016: Jan Koneffke(inne języki), „Ein Sonntagskind”